# Segway

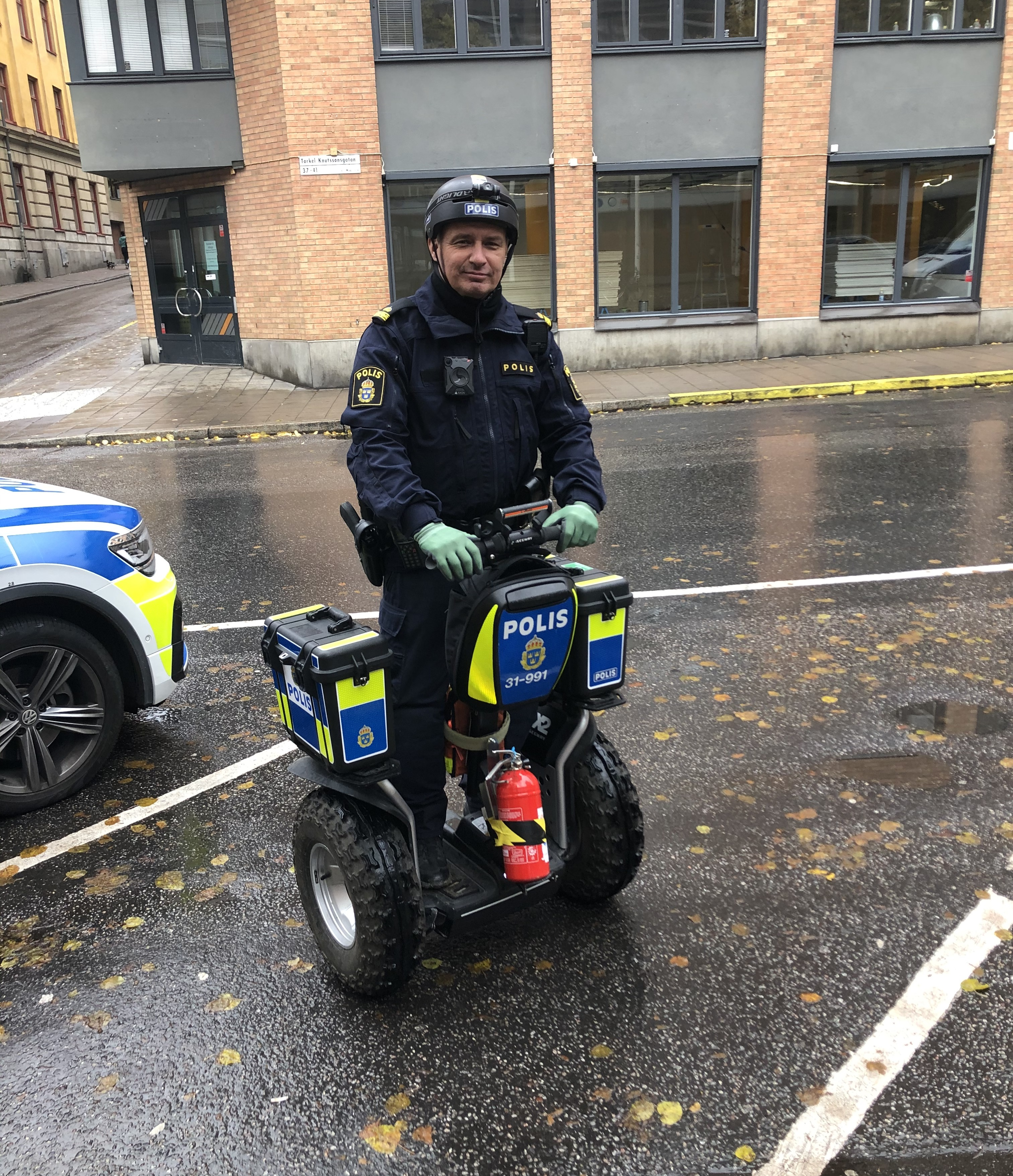
Segwaypolis i Stockholm.

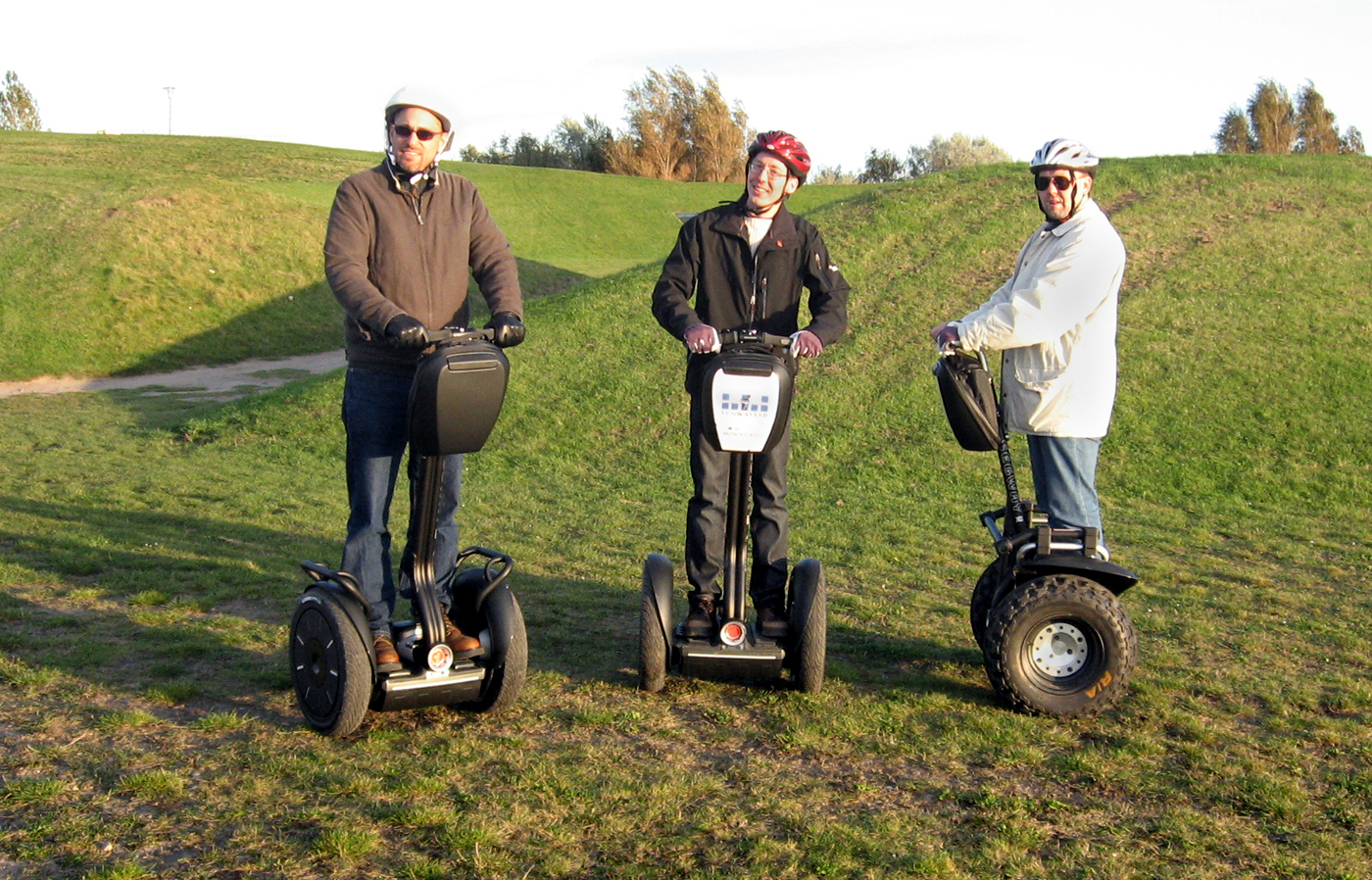
Tre personer på Segway eller ståhjuling som den också kallas i Sverige. Malmö 2007.

Segway (eng. uttal: [ˈsɛɡweɪ]) är ett företag som tillverkar en ståhjuling, det vill säga ett tvåhjuligt självbalanserande elmotordrivet fordon avsett för transport av en person, och detta fordon har ofta kommit att kallas just segway. Tillverkarens namn på produkten är Segway PT (Personal Transporter). Den togs fram av den amerikanska konstruktören Dean Kamen som tidigare gjort rullstolen Ibot med delvis samma egenskaper.
Den 23 juni 2020 meddelade det kinesiska företaget Ninebot, som köpte Segway 2015, att produktionen av Segway PT läggs ned den 15 juli 2020.

## Beskrivning
Hjulen är placerade bredvid varandra, och föraren står på en plattform mellan dem. Upp ur plattformen kommer ett styre att hålla i. När föraren lutar kroppen framåt rör sig fordonet framåt, och när föraren lutar sig bakåt saktar det in eller backar beroende på om det har fart framåt eller inte. Fordonet har elektrisk färdbroms via elmotorerna.
Hela drivsystemet är dubblerat, det vill säga det har dubbla batterier, gyroskop, datorer och elmotorer. Skulle någon del i drivsystemet gå sönder fungerar därför fordonet ändå. På den första generationen svänger man genom att vrida vänsterhandtaget med- eller moturs. Generation 2 (sedan 2006) svänger då man lutar styret och styrstång åt endera hållet. Det är möjligt att svänga runt på stället utan fart framåt eller bakåt genom att det ena hjulet roterar framåt och det andra lika mycket bakåt. Maximal färdhastighet är 20 km/tim. Segway går cirka 40 km på en laddning och lämpar sig för kortare transporter inom- och utomhus. Segway är miljöklassad då den är 11 gånger mer effektiv än genomsnittsbilen. Elkostnad är cirka 25 öre/10 km. Största användare världen över är polisen med över 1 100 polisstationer som i genomsnitt har fem Segway PT per station.
Fordonet är lätt att manövrera. Vid demonstrationer kan de allra flesta efter några minuters introduktion klara en enklare hinderbana, som exempelvis slalom mellan koner och mindre nivåskillnader.[källa behövs]
Segways uppfinnare heter Dean Kamen, och fordonet visades för första gången 3 december 2001. Namnet "Segway" är en homofon av "segue" (en mjuk förflyttning, ordet kommer från italienskans ord för "följer").
Under 2009 publicerade tidningen Time en lista över årtiondets största tech-misslyckanden där Segway var listad.
Den 27 september 2010 omkom Jimi Heselden, ledare för ett konsortium som året innan tog över Segway, efter att han gav plats på en klippavsats till förbipasserande och ramlade ner i en flod med sin Segway i Yorkshire i England.
Segway PT (Personal Transporter) är en patenterad produkt.

## Segway och svensk lag
Den 1 oktober 2010 ändrades lagen om vägtrafikdefinitioner i Sverige så att begreppet cykel fick ytterligare en klass utöver I och II, klass III. Detta gjordes för att vissa eldrivna fordon som exempelvis Segway ska få föras utanför inhägnat område, förutsatt att de uppfyller kraven som ställs och dessa är:
1. Avsedd att framföras av en person.
2. Max 160 cm lång och 80 cm bred.
3. Max hastighet 20 km/tim. 5km/t på gångbanor och torg.
4. Elektrisk.
5. Övriga regler enl. cykel. Lyse fram och bak vid skymning, signalanordning till exempel ringklocka, reflexer fram bak och på sidorna. Hjälmtvång under 15 år mm.
6. Om fordonet är större eller går fortare faller den inte under cykelklass III.

Utdrag från Transportstyrelsen: Segway och andra typer av eldrivna fordon
Den 1 oktober 2010 ändrades lagen (2001:559) om vägtrafikdefinitioner så att begreppet cykel fick en vidare definition. Det skedde för att vissa eldrivna fordon som exempelvis Segway ska få föras fram i trafiken. På marknaden finns olika typer av eldrivna fordon avsedda för en person, såsom el-skotrar, elrullstolar och andra fordon med liknande användningsområde. Ett sådant fordon är Segway, som är ett alternativ till cykel och rullstol för såväl personer med som utan funktionsnedsättningar.  De här fordonen är i huvudsak avsedda att användas på gång- och cykelbanor. Genom en ändring i Transportstyrelsens föreskrifter om cyklar, hästfordon och sparkstöttingar (2010:144) har de tekniska kraven för de här typerna av eldrivna fordon blivit desamma som för cykel. 
Segway i Sverige och Norden
Segway togs in i Norden 2004 av Personal Transport Nordic AB, som tillsammans med respektive lands regeringar och vägverk, trafik klassificerat Segway i följande länder: Sverige, Danmark, Norge, Finland, Island, Grönland. Åland har en egen regering med Finlands president som överordnad och fick sin klassificering av Segway år 2012. Alla länder har sin egen klassificering och liknar ej varandra.

## Källhänvisningar
1. ↑  ”Onödig engelska eller engelska i onödan?”. Språkrådet. http://www.sprakochfolkminnen.se/sprak/sprakradgivning/engelska-ord-pa-svenska.html. Läst 22 oktober 2011.
2. ↑  Matt McFarland (23 juni 2020). ”The Segway is officially over” (på engelska). CNN. https://edition.cnn.com/2020/06/23/tech/segway-pt-shut-down/index.html. Läst 24 juni 2020.
3. ↑  McIntyre, Douglas A. (2009): "The 10 Biggest Tech Failures of the Last Decade" Arkiverad 9 juli 2013 hämtat från the Wayback Machine., time.com
4. ↑  Segways ägare död i Segwayolycka
5. ↑  ”Arkiverade kopian”. Arkiverad från originalet den 19 april 2014. https://web.archive.org/web/20140419042107/http://www.notisum.se/rnp/sls/lag/20010559.HTM. Läst 17 januari 2011.

- http://www.notisum.se/rnp/sls/lag/20010559.htm
- https://www.transportstyrelsen.se/sv/vagtrafik/Trafikregler/Cyklist-mopedist-motorcyklist/Trafikregler/Regler-for-cykel/